# Cotulades alpicola
Cotulades alpicola es una especie de coleóptero de la familia Zopheridae.

## Distribución geográfica
Habita en Nueva Gales del Sur (Australia).